# Nedre Lappängestjärnen
Nedre Lappängestjärnen är en sjö i Vindelns kommun i Västerbotten och ingår i Umeälvens huvudavrinningsområde. Sjön har en area på 0,0377 kvadratkilometer och ligger 210,7 meter över havet. Nedre Lappängestjärnen ligger i Vindelälven Natura 2000-område.

## Delavrinningsområde
Nedre Lappängestjärnen ingår i det delavrinningsområde (714749-168246) som SMHI kallar för Ovan Skällbergsbäcken. Medelhöjden är 232 meter över havet och ytan är 19,84 kvadratkilometer. Räknas de 36 avrinningsområdena uppströms in blir den ackumulerade arean 324,03 kvadratkilometer. Hjuksån som avvattnar avrinningsområdet har biflödesordning 3, vilket innebär att vattnet flödar genom totalt 3 vattendrag innan det når havet efter 106 kilometer. Avrinningsområdet består mestadels av skog (65 procent) och sankmarker (27 procent). Avrinningsområdet har 0,08 kvadratkilometer vattenytor vilket ger det en sjöprocent på 0,4 procent.